# Compsibidion baria
Compsibidion baria är en skalbaggsart som beskrevs av Joly 1990. Compsibidion baria ingår i släktet Compsibidion och familjen långhorningar.
Artens utbredningsområde är Venezuela. Inga underarter finns listade i Catalogue of Life.